# Requiescat (картина)
Requiescat — картина маслом на холсте британского художника Брайтона Ривьера завершенная в 1888 году.
На картине изображен средневековый рыцарь в доспехах, лежащий на кровати, покрытой синей простыней с цветочным узором. Собака (часто идентифицируемая как бладхаунд) сидит возле кровати, внимательно глядя в сторону лица рыцаря, на которого возложен венок, символизирующий смерть.
Выражение морды собаки, возможно, объясняется названием картины «Requiescat», что означает «молитва об упокоении умершего человека», поскольку собака бодрствует над своим покойным хозяином.